# Supercoppa brasiliana 2017 (pallavolo maschile)
La Supercoppa brasiliana 2017 si è svolta l'11 ottobre 2017: al torneo hanno partecipato due squadre di club brasiliane e la vittoria finale è andata per la terza volta consecutiva al Sada.

## Regolamento
Le squadre hanno disputato una gara unica.

## Squadre partecipanti
| Squadra | Qualificazione                       | Ultima partecipazione      |
| ------- | ------------------------------------ | -------------------------- |
| Funvic  | Vincitrice Coppa del Brasile 2017    | Supercoppa brasiliana 2015 |
| Sada    | Vincitrice Superliga Série A 2016-17 | Supercoppa brasiliana 2016 |

## Torneo
| 11 ottobre 2017 Ginásio do CFO, Fortaleza Durata: ? - Spettatori: ? | Sada | 3 - 1 | Funvic | 25-27, 25-22, 25-20, 25-22 |